# Janina Frostell
Janina Päivänsäde Fry, nata Frostell (Porvoo, 12 novembre 1973), è una cantante e modella finlandese.

## Biografia
Nata in una famiglia svedese sulla costa meridionale della Finlandia, Janina Frostell è salita alla ribalta quando nel 1993 ha vinto il concorso di bellezza Suomen Neito, che l'ha portata a rappresentare la Finlandia a Miss Mondo 1993, conquistando una posizione fra le prime dieci classificate.
Dopo aver continuato a lavorare come modella per alcuni anni, nel 1998 ha debuttato come cantante. Il suo singolo A Little Change (Gonna Do It) ha raggiunto la 19ª posizione della Suomen virallinen lista e ha anticipato l'album di debutto House of Joy, uscito l'anno successivo.
Janina Frostell ha scritto Addicted to You di Laura Voutilainen, brano che ha rappresentato la Finlandia all'Eurovision Song Contest 2002. Nel 2003 è uscito il suo secondo album Impossible Love, anticipato dai singoli I'll Save My Tears e Insanity (Why It Always Happens to Me), che hanno raggiunto rispettivamente la 19ª e la 9ª posizione della top 20 nazionale.
Nel 2006 ha presentato il programma televisivo Bella trasmesso su Nelonen. Nel 2007 ha sposato Mark Fry, direttore del marketing della Warner Music Finland, da cui ha avuto due figli: Sophia Isabella, nata nel 2007, e Brandon, nato nel 2010.
Nel 2008 ha creato una linea di prodotti in collaborazione con la catena Tokmanni. Nel 2012 ha invece collaborato con K-Citymarket per la linea di abbigliamento Janina F, e successivamente si è espansa anche a biancheria intima, pigiami e prodotti per la casa.
Janina Frostell si è candidata alle elezioni parlamentari in Finlandia del 2019 nelle linee del Partito Popolare Svedese di Finlandia, il principale partito della minoranza svedese, per la regione di Uusimaa.

## Discografia

### Album
- 1999 - House of Joy
- 2003 - Impossible Love

### Singoli
- 1998 - What Goes Around Comes Around
- 1998 - A Little Change (Gonna Do It)
- 1999 - Love Is/No One but You
- 2001 - Like a Hurricane
- 2002 - I'll Save My Tears
- 2003 - Impossible Love
- 2003 - Insanity (Why It Always Happens to Me)
- 2003 - Honey Love
- 2003 - Call Me

## Filmografia

### Cinema
- Underbara kvinnor vid vatten, regia di Claes Olsson (1998)

### Televisione
- Kylmäverisesti sinun – serie TV, episodio 1x06 (2000)